# Димитър Хаджимитрев
Димитър Янакиев Хаджимитрев (Митрето) е български комунистически активист.

## Биография
Роден е на 6 февруари 1899 година в българския южномакедонски град Кукуш, тогава в Османската империя, днес Килкис, Гърция.
След опожаряването на Кукуш по време на Междусъюзническата война през 1913 година семейството му се преселва в България. Димитър учи в Търговската гимназия в Свищов, а по-късно следва в Юридическия факултет на Софийския университет.
От 1919 година е член на Българската комунистическа партия (БКП). Член е на Централното ръководство на Съюза на банковите и търговските служещи при Общия синдикален съюз. Сътрудничи на вестник „Банков и търговски служащ“, както и на вестник „Освобождение“. След Септемврийското въстание е сътрудник на Централния комитет на БКП и на ръководството на Военната организация. Работи за въоръжаването на партията. завежда нелегалните връзки на ЦК, организира нелегалните канали от София за югославската граница. Организира охраната на Витошката конференция през май 1924 година, посрещането, настаняването и придвижването на делегатите.
Арестуван е на 3 март 1925 година. Според някои източници на следващия ден е хвърлен от 4-тия етаж на Дирекцията на полицията, но според други той сам слага край на живота си, като се хвърля от стълбите на Обществената безопасност, за да не се стигне до провал в партията.